# Михалко Юрьевич
Миха́лко (Михаи́л) Ю́рьевич, Михаил Георгиевич (ок. 1145/1153 — 20 июня 1176) — великий князь владимиро-суздальский (1174, 1175—1176), сын Юрия Долгорукого.

## Биография
Около 1162 года удалён Андреем Боголюбским из Суздальской земли. Живя, по предположению В. Н. Татищева, в Городце (ныне Остёр), участвовал в походе Мстислава Изяславича против половцев в 1168 году и в том же году был отправлен с отрядом чёрных клобуков в Новгород на помощь Роману Мстиславичу, но был схвачен Ростиславичами и освобождён только в следующем году, когда получил от Андрея Боголюбского Торческ.
В 1170 году Михалко Юрьевич снова ходил на половцев, защищая Переяславль.
Назначенный братом своим Андреем по смерти другого брата Глеба (1172) в Киев, Михалко послал туда младшего брата своего, Всеволода, а сам остался в Торческе; осаждённый в этом городе Ростиславичами, заключил с ними мир, доставивший ему Переяславль. Через несколько месяцев вступил с войсками Андрея в Киев (1173).

### Княжение во Владимире
По смерти Андрея сел во Владимире, но под давлением ростово-суздальского боярства уехал в Чернигов; вскоре был призван владимирцами, разбил Ярополка Ростиславича и занял владимирский стол (1175).
Правил всего один год; умер в 1176.
В 1178 году дочь Михаила была выдана замуж своим дядей за черниговского княжича Владимира Святославича.
Канонизирован в чине благоверного князя, день памяти 20 июня (3 июля). Останки благоверного князя Михаила Георгиевича покоятся в Успенском соборе Владимира одной гробнице с мощами великой княгини Агафьи с семейством в северной стене собора.

## Археология
В 2012 году на территории селища Мордыш I на реке Нерли во Владимирской области была обнаружена свинцовая актовая печать, принадлежавшая Михаилу Юрьевичу.